# 1 szeląg (1796–1797)
1 szeląg (1796–1797) – moneta szelągowa bita dla Prus Południowych w latach 1796 i 1797 na stopę menniczą zbliżoną do polskiej z 1766 r.

## Awers
Na owalnej tarczy zwieńczonej koroną umieszczono monogram FWR będący skrótem od Fridericus Wilhelm Rex.

## Rewers
U samej góry znajduje się cyfra I, a po jej bokach rozetki, pod nią napis w dwóch wierszach: „SOLID: / BOR:MERID•”, poniżej rok bicia 1796 albo 1797, a na samym dole znak mennicy – B lub E. Na niektórych odmianach dwukropki po SOLID i BOR zastąpione są kropkami.

## Opis
Moneta była bita w miedzi, w mennicach we Wrocławiu (literka B) i Królewcu (literka E). Stopień rzadkości poszczególnych roczników przedstawiono w tabeli:
| Nominał  | Rok  | Znak mennicy | Mennica   | Stopień rzadkości | Liczba egzemplarzy | Liczba odmian | Zdjęcie |
| -------- | ---- | ------------ | --------- | ----------------- | ------------------ | ------------- | ------- |
| 1 szeląg | 1796 | B            | Wrocław   | R2                | 3001–15 000        | 2             |         |
| 1 szeląg | 1796 | E            | Królewiec | R1                | 15 000–80 000      | 3             |         |
| 1 szeląg | 1797 | B            | Wrocław   | R                 | 80 001–400 000     | 5             |         |
| 1 szeląg | 1797 | E            | Królewiec | R1                | 15 000–80 000      | 1             |         |